# Avantasia
Avantasia är ett power metal-projekt skapat av Edguys sångare Tobias Sammet. Projektet har släppt tio studioalbum varav det senaste, Here Be Dragons, kom ut i februari 2025.
Avantasias två första album The Metal Opera och The Metal Opera Part II berättar en sammanhängande historia som handlar om den unge dominikanernovisen Gabriel som måste rädda sin styvsyster Anna mot bakgrund av 1600-talets europeiska häxprocesser. Han blir fängslad och lär känna den gamle druiden Lugaid Vandroiy som berättar att det finns en magisk dimension som heter Avantasia som är i fara. Om Gabriel hjälper honom att rädda den ska han i utbyte hjälpa honom att frita sin syster. Avantasias övriga album är fristående.
Projektets namn är ett teleskopord sammansatt av Avalon och Fantasia.

## Musiken
Projektet beskrivs som en "metal opera" för att det finns en handling och varje sångare som deltar har en roll i storyn. Dock är det inte en opera enligt den klassiska definitionen, utan snarare en samling av delar av en handling som återfinns i sin helhet i respektive skivas konvolut. 
Majoriteten av låtarna är melodisk powermetal innehållande både orkestrar och körer, därmed kallas ofta Avantasia för symphonic power metal. En låt från varje part, "Inside" respektive "In Quest For" ackompanjeras enbart med piano. Den första delen innehåller dessutom tre korta instrumentala delar. 
Den mest komplexa låten är den första på part II, "The Seven Angels", där sju av de elva sångarna sjunger. Låten är över 14 minuter lång, inleds med en klassisk "stanza/refrain"-del, har två gitarrsolon, körer, en pianopassage och avslutas med en episk final. Den har en viktig del i handlingen då den sammanfattar hela första skivans handling.
I början av 2010 släppte Avantasia ett verk i två delar, som heter "The Wicked Symphony" och "Angel of Babylon". Många stora musiker medverkar i projektet, till exempel Sascha Paeth, Sharon den Adel (Within Temptation), Klaus Meine (Scorpions), Michael Kiske (f.d.Helloween), Russell Allen (Symphony X), Bob Catley (Magnum), Eric Singer (KISS, f.d. Black Sabbath), Jorn Lande (Masterplan), Alex Holzwarth (Rhapsody of Fire), Felix Bohnke (Edguy). Även svensken Jens Johansson (Stratovarius) medverkar.

## Handling
Projektet har en ocherliggande fiktiv historia som presenteras i sin helhet i albumens konvolut. Hittills innehåller projektet två skivor med 23 akter. Historien tar plats i början på 1600-talet, och börjar med Gabriel Laymann som är novis i ett kloster (Mainz). Han bestämmer sig för att delta i häxjakterna som pågår, men stöter på problem då han återförenas med sin styvsyster, Anna Held, som står anklagad som häxa. Gabriel börjar tvivla på klostrets trovärdighet och smyger in i biblioteket och läser en förbjuden bok. Hans mentor, Broder Jakob, upptäcker honom och Gabriel slängs in i en fängelsehåla. Där möter han druiden Lugaid Vandroiy, som berättar om Avantasia som ligger i en annan dimension och som är i stor fara. Lugaid erbjuder att hjälpa Anna Held om Gabriel hjälper honom att rädda Avantasia. De lyckas fly från fängelsehålan och Lugaid tar Gabriel till en uråldrig stenpelare som innehåller en portal mellan de två världarna. Via denna tar sig Gabriel till Avantasia.
Under tiden reser Johann Adam von Bicken, biskop av Mainz, Broder Jakob, och officeren Falk von Kronberg till Rom för att möta påven Clement VIII. Med sig har de den förbjudna boken Gabriel tidigare läst, boken är i själva verket enligt gamla dokument det sista av sju delar i ett sigill som kommer att ge ägaren absolut visdom om det tas till ett torn i centrala Avantasia. 
När Gabriel anländer till Avantasia välkomnas han av alven Elderan och dvärgen Regrin. De berättar om kampen mot det onda, och om de grava konsekvenser som kommer uppstå om påven använder sigillet - då kommer länken mellan Avantasia och människornas värld att brytas med katastrofala följder för båda parter. Gabriel anländer till tornet precis i tid, och medan påven talar med en mystisk röst som kommer från tornet självt lyckas Gabriel stjäla boken och i kaoset som följer återföra den till den alviska staden. Detta markerar slutet på part I. 
Gabriel är dock inte nöjd, utan vill veta mer om Avantasia, så Elderan tar honom till visdomens träd. Där har han en vision om hur Broder Jakob torteras i ett hav av eld. Elderan berättar då om en gyllene kalk som finns i katakomberna i Rom, där ett otal torterade själar är fångade men varnar också för en fruktansvärd best som vaktar kalken. Trots Elderans varningar tar sig Gabriel och Regrin till människovärlden. De hittar kalken och välter den så många själar kan fly ifrån den. Dock vaknar besten och attackerar dem, Regrin dödas men Gabriel lyckas fly. 
Efteråt träffar Gabriel Vandroiy som har väntat på honom. Vandroiy uppfyller sitt löfte och smyger in till fängelset för att frita Anna. Under detta stöter han på Broder Jakob, som ändrat uppfattning, och planerar att göra detsamma. Falk von Kronberg, som haft sina egna misstankar, lyckas fånga och arrestera dem. En strid utbryter, Vandroiy dödas av Falk von Kronberg, som i sin tur dödas av Broder Jakob. Anna lyckas fly i tumultet och återförenas med Gabriel och tillsammans går de ett okänt öde tillmötes - vilket markerar slutet på part II. 
Genom hela handlingen finns låtar från de två skivorna som delvis berättar denna historia.

## Medverkade gästartister
Sångare som medverkat på Avantasias album inkluder bland andra Michael Kiske (Helloween), Kai Hansen (Helloween, Gamma Ray), Timo Tolkki (ex-Stratovarius), Klaus Meine, (Scorpions) och André Matos (Viper, ex-Angra, Shaman).

## Medlemmar
Nuvarande medlemmar

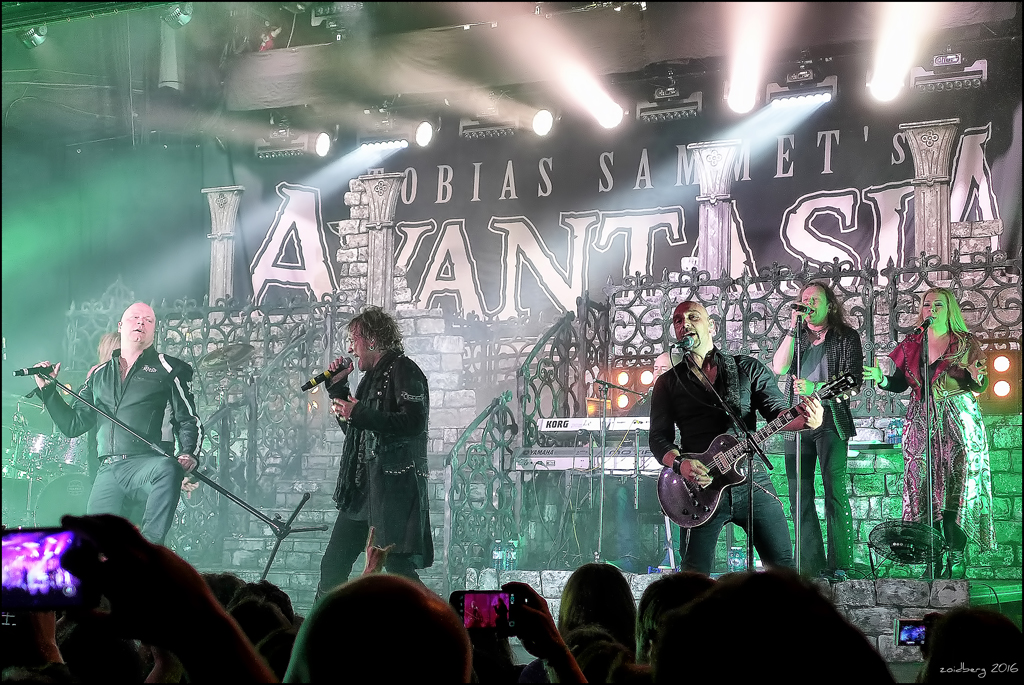
Tobias Sammet och Avantasia 2016.

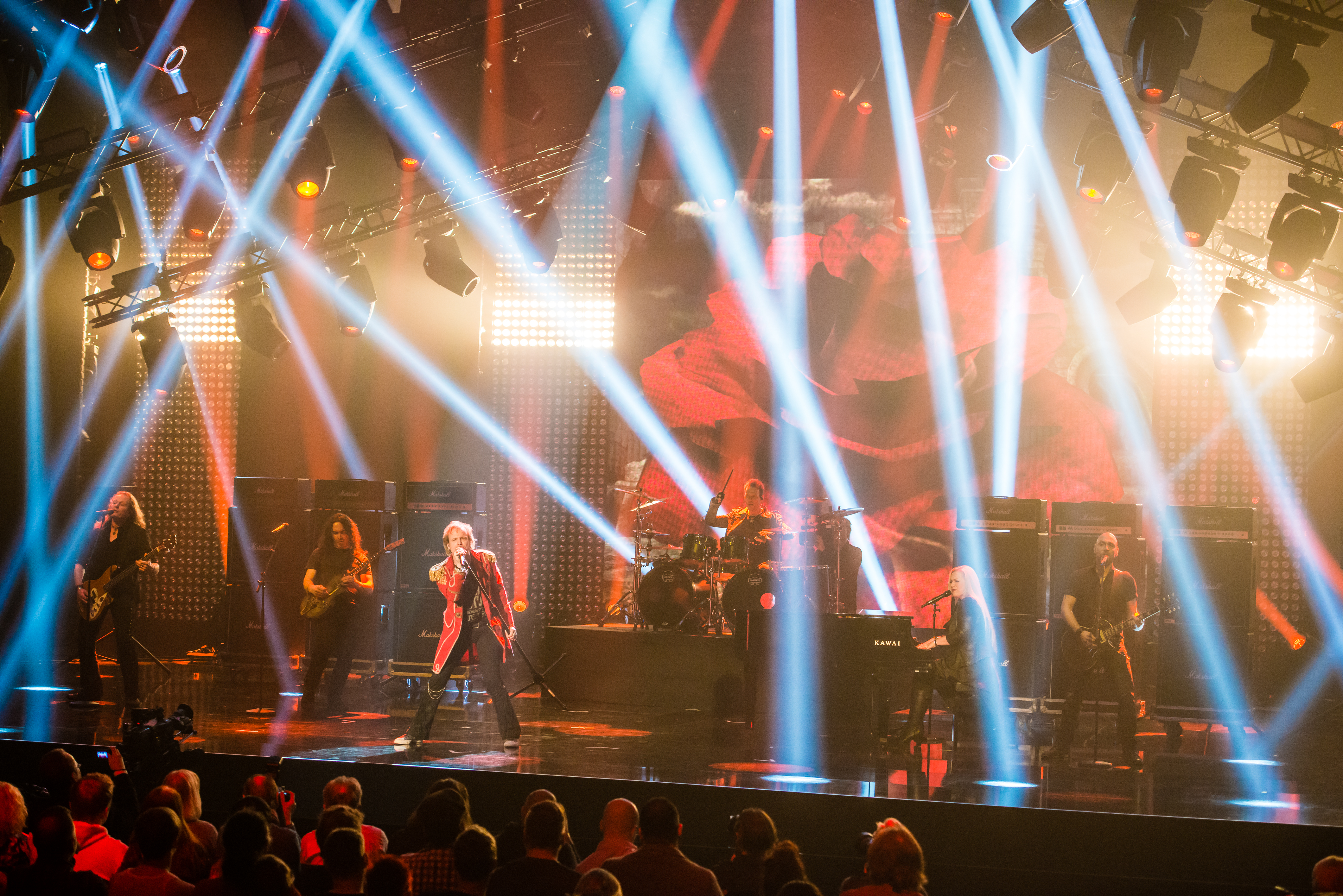
Tobias Sammet och Avantasia 2016.

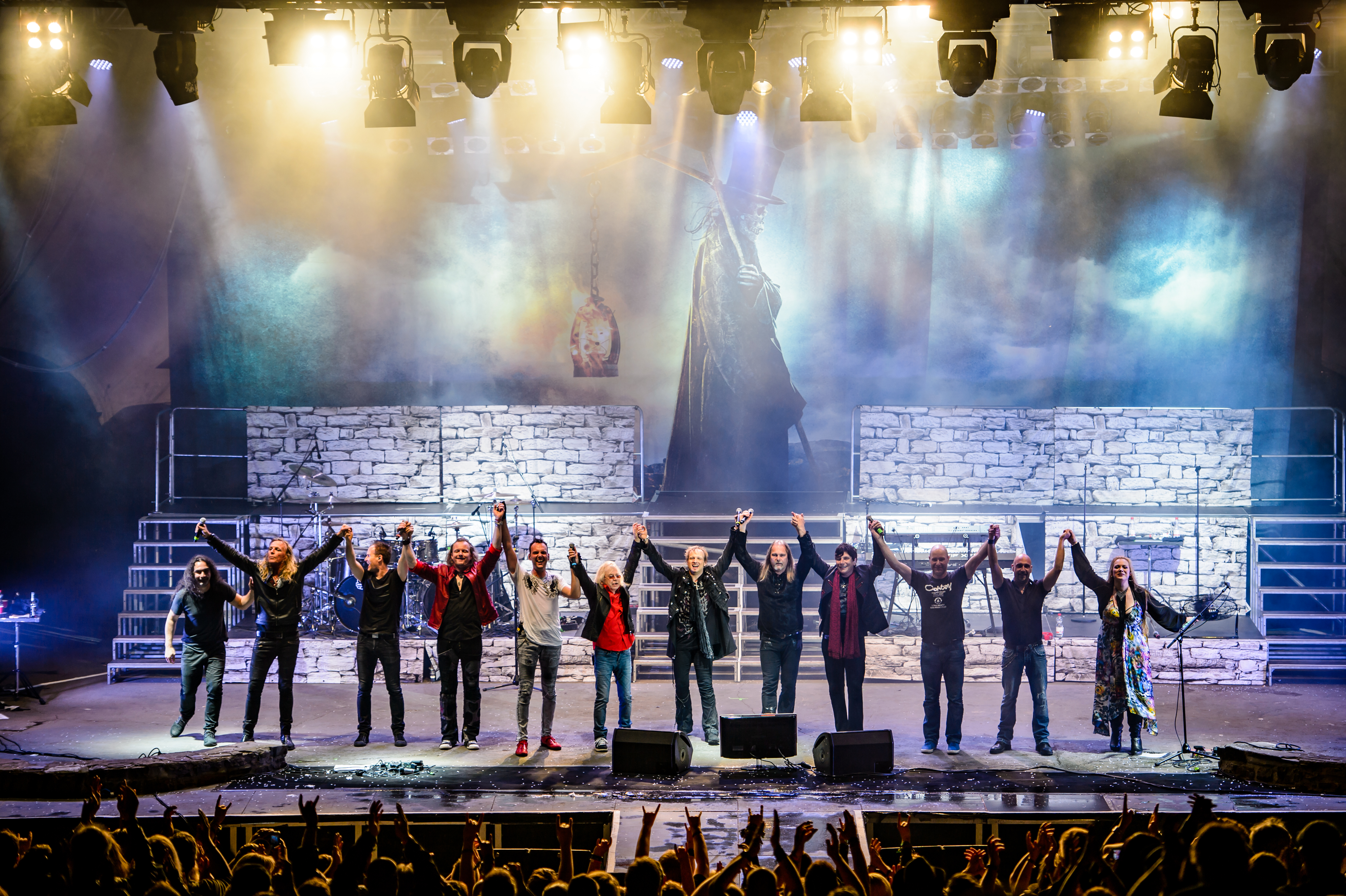
Tobias Sammet och Avantasia på Freilichtbühne Loreley 2017.

- Tobias Sammet – keyboard, piano, orkestrering, sång (2000– ), basgitarr (2006– )
- Sascha Paeth – gitarr, keyboard, piano, orkestrering (2006– )
- Michael "Miro" Rodenberg – keyboard, orkestrering (2006– )

Tidigare medlemmar
- Markus Grosskopf – basgitarr (2000–2002)
- Alex Holzwarth – trummor (2000–2002)
- Henjo Richter – gitarr (2000–2002)
- Eric Singer – trummor (2006–2012)
- Russell Gilbrook – trummor (2012–2013)

Turnerande medlemmar
- Felix Bohnke – trummor (2008, 2011– )
- Oliver Hartmann – gitarr, sång (2008, 2011– )
- Bob Catley – sång (2008, 2011– )
- Jørn Lande – sång (2008, 2011–2012, 2016– )
- Amanda Somerville – sång (2008, 2011– )
- Michael Kiske – sång (2011– )
- André Neygenfind – basgitarr (2013– )
- Eric Martin – sång (2013– )
- Ronnie Atkins – sång (2013– )
- Thomas Rettke – sång (2013–?)
- Herbie Langhans – sång (2016– )
- Marina La Torraca – sång (2016– )
- Robert Hunecke-Rizzo – basgitarr (2008, 2011–2012)
- Kai Hansen – sång (2008, 2011–2012)
- André Matos – sång (2008)
- Cloudy Yang – bakgrundssång (2008, 2011–2012)

## Diskografi

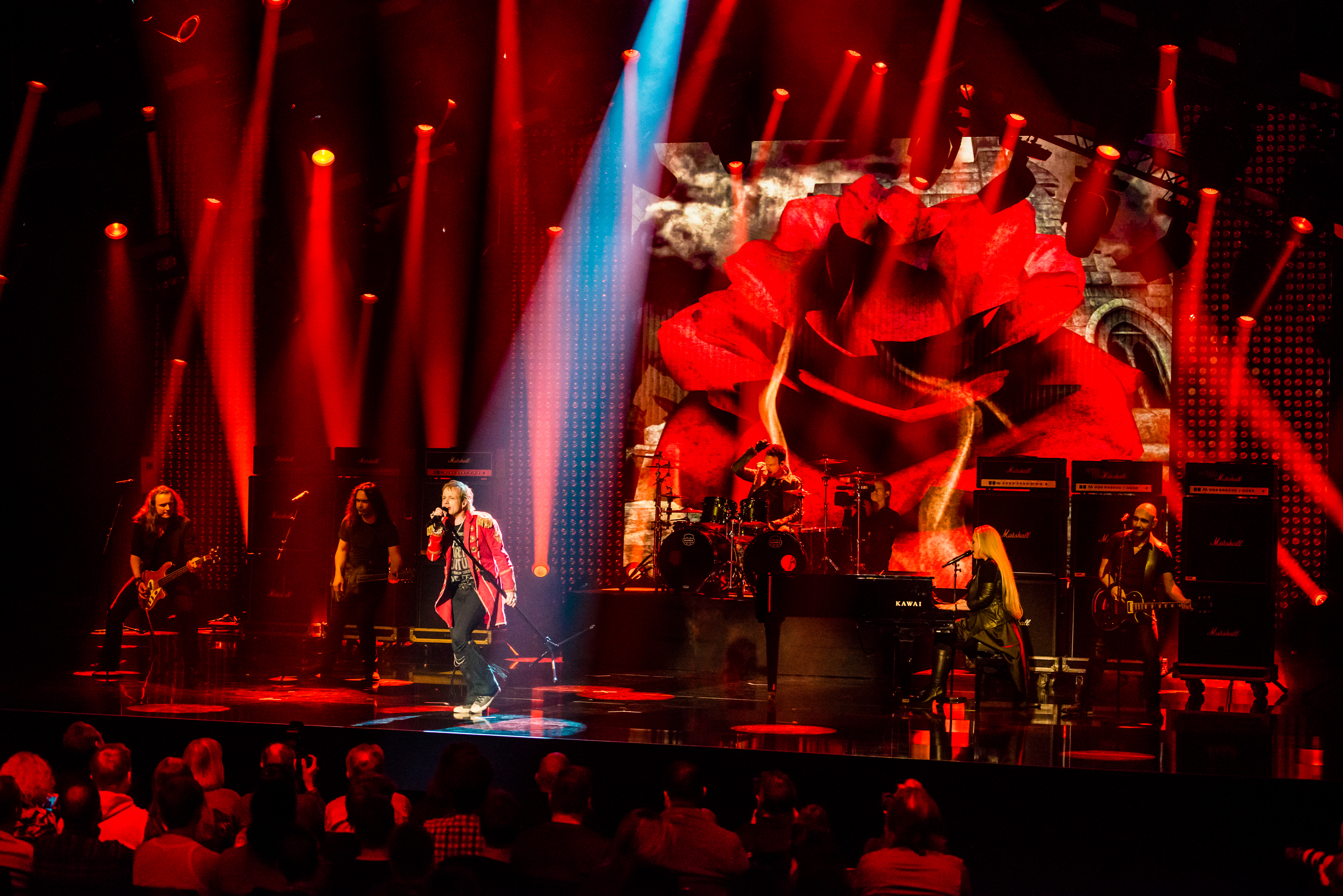
Avantasia 2016

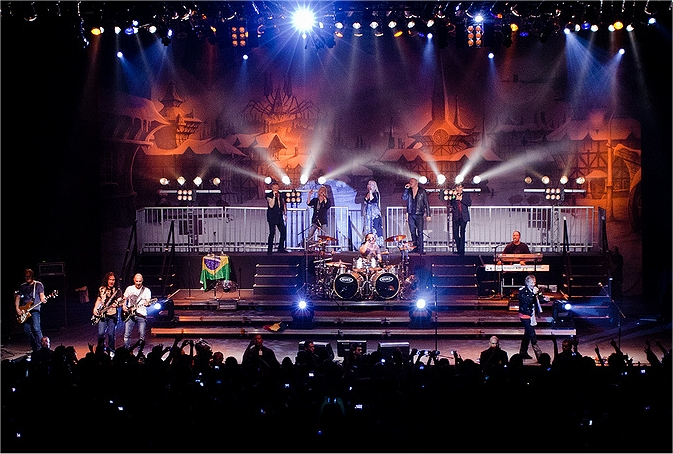
Avantasia 2013.

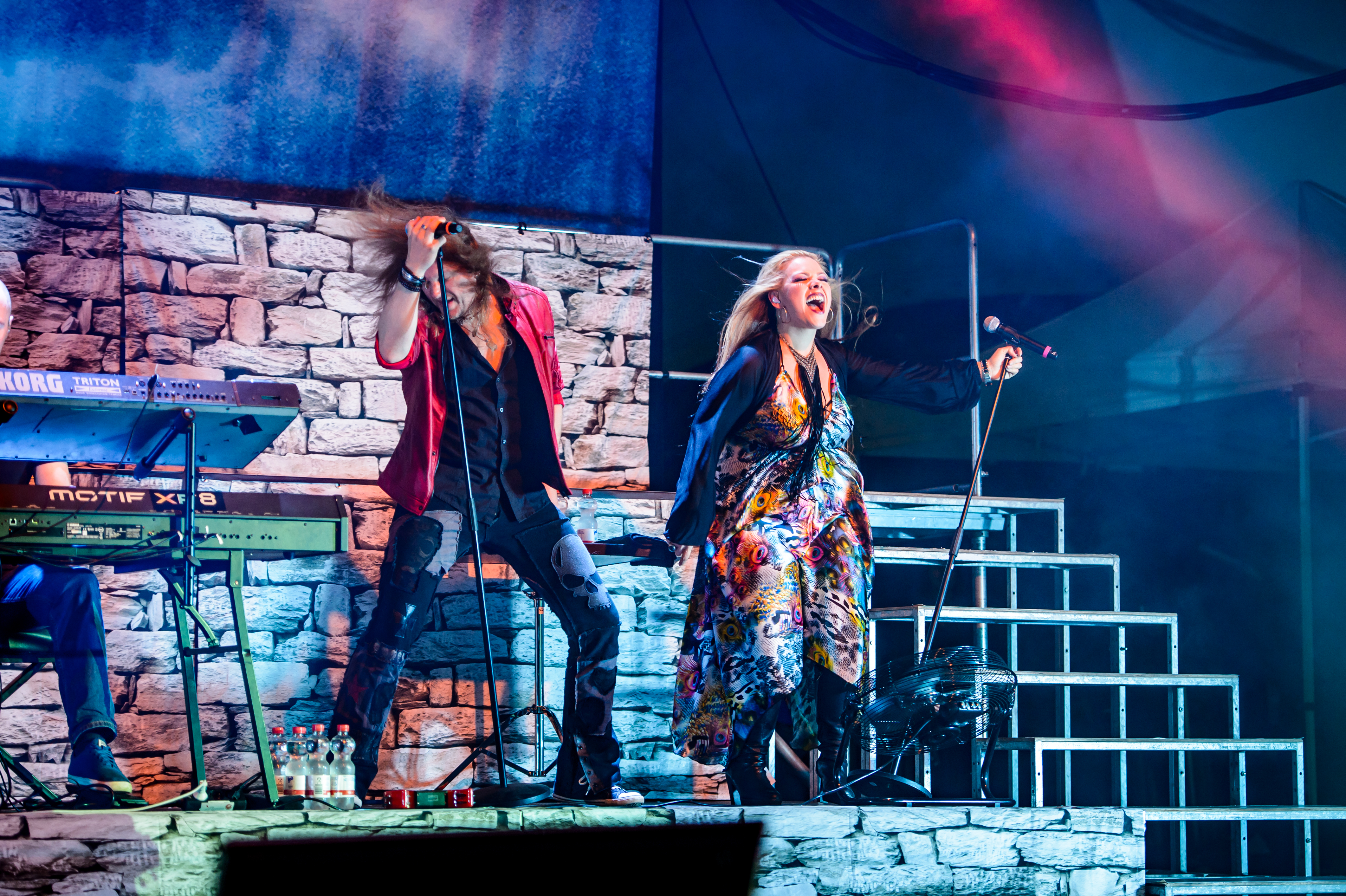
Avantasia 2016.

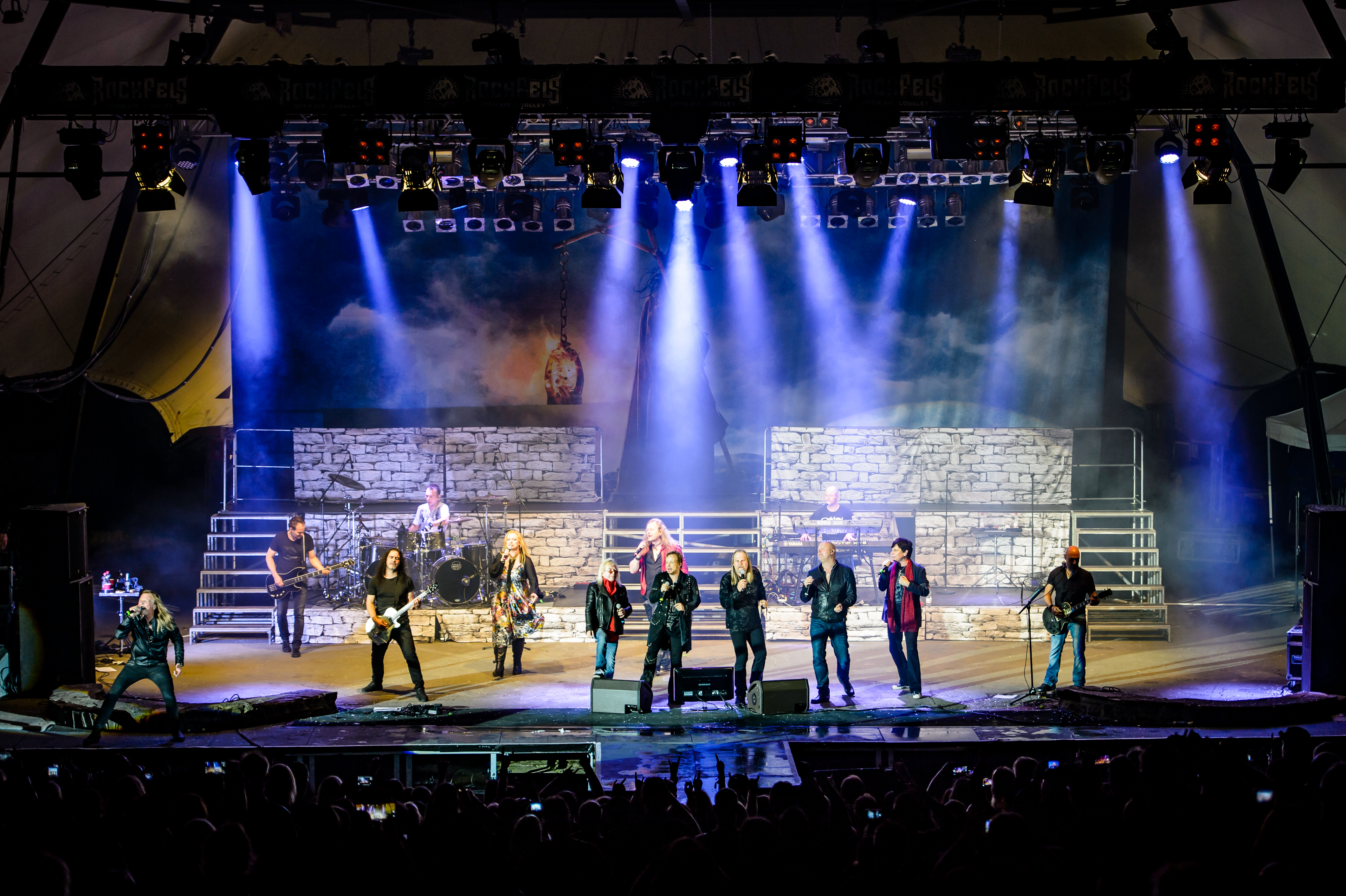
Avantasia 2016.

### Studioalbum
- 2001 – The Metal Opera
- 2002 – The Metal Opera Part II
- 2008 – The Scarecrow
- 2010 – The Wicked Symphony
- 2010 – Angel of Babylon
- 2013 – The Mystery Of Time
- 2016 – Ghostlights
- 2019 – Moonglow[1][2]
- 2022 – A Paranormal Evening With The Moonflower Society
- 2025 – Here Be Dragons

### Livealbum
- 2011 - The Flying Opera: Arooch the World in Twenty Days

### EP
- 2007 – Lost in Space Part I
- 2007 – Lost in Space Part II

### Singlar
- 2001 – "Avantasia"
- 2007 – "Lost In Space"
- 2008 – "Carry Me Over"
- 2010 – "Dying For An Angel"
- 2013 – "Sleepwalking"
- 2014 – "Spectres"
- 2015 – "Mystery Of A Blood Red Rose"
- 2016 – "Draconian Love"
- 2018 – "The Raven Child"
- 2019 – "Moonglow"
- 2022 – "The Wicked Rule The Night"
- 2022 – "The Moonflower Society"
- 2022 – "Misplaced Among The Angels"

### Samlingsalbum
- 2008 – The Metal Opera: Pt 1 & 2 - Gold Edition
- 2008 – Lost in Space: Pt 1 & 2 (2CD)
- 2010 – Two Originals (2CD)

### Annat
- 2008 – Elected (delad EP: Ayreon / Avantasia)
- 2014 – Titans of Symphonic Metal (delad album: Dimmu Borgir / Sonata Arctica / Avantasia)